# IPadOS 16
iPadOS 16 là bản phát hành chính thứ tư của hệ điều hành iPadOS được phát triển bởi Apple dành cho dòng máy tính bảng iPad. Là phiên bản kế nhiệm của iPadOS 15, iPadOS 16 được công bố tại Hội nghị các nhà phát triển toàn cầu Apple (WWDC) vào ngày 6 tháng 6 năm 2022, cùng với iOS 16, macOS Ventura, watchOS 9 và tvOS 16. Phiên bản mới này bổ sung thêm nhiều tính năng mới, cải thiện tính năng đa nhiệm và nhiều khía cạnh khác của hệ điều hành, đáng chú ý nhất là phiên bản này chỉ hỗ trợ trên iPad có chip Apple M1 của Apple trở lên.
Bản beta công khai của iPadOS 16 được phát hành vào ngày 11 tháng 7 năm 2022. Phiên bản công khai của iPadOS 16 được phát hành vào ngày 24 tháng 10 năm 2022 với tên gọi iPadOS 16.1.
iPadOS 16 là phiên bản cuối cùng của hỗ trợ cho iPad Pro thế hệ đầu tiên và những dòng iPad không có khả năng tương thích với Apple Pencil, đặc biệt là iPad (thế hệ thứ 5).

## Các tính năng

### Freeform
Freeform là một ứng dụng bảng trắng cho phép người dùng có thể cộng tác, sử dụng chung một "tấm bảng" trong thời gian thực. Ứng dụng được phát hành cùng với iPadOS 16.2.

### Thời tiết
Lần đầu tiên, ứng dụng Thời tiết của Apple có sẵn trên iPad. Ban đầu ứng dụng này chỉ có sẵn trên iPhone và iPod Touch.

### Màn hình khóa
Màn hình khóa hiện đã có phông chữ mới và phần thể hiện ngày tháng được đặt ở phía trên phần hiển thị thời gian để phù hợp hơn với iOS 16, nhưng lại thiếu các tính năng tùy chỉnh và sau này các tính năng tùy chỉnh đã được thêm trong phiên bản iPadOS 17.

### Passkeys
iPad giờ đây có thể đăng nhập vào các trang web triển khai và sử dụng API WebAuthn bằng cách sử dụng mật mã hoặc sinh trắc học của người dùng.

### Stage Manager (Quản lý màn hình)
Trên những dòng iPad có bộ vi xử lý Apple A12X Bionic, Apple A12Z Bionic, Apple M1 và Apple M2, Stage Manager cho phép hiển thị tối đa bốn ứng dụng cùng một lúc và có thể tùy chỉnh được. Ngoài ra, trên các dòng iPad chạy chip Apple M1 trở lên, màn hình ngoài hiện được điều khiển bằng Stage Manager thay vì phản chiếu màn hình, cho phép chia tỷ lệ hiển thị trên màn hình ngoài.

### Reference Mode
Trên iPad Pro 12,9 inch (thế hệ thứ 5) và (thế hệ thứ 6) với màn hình Liquid Retina XDR, iPad có thể được sử dụng ở chế độ "Reference Mode" cho việc phân loại màu. Tính năng này mở rộng sang đến tính năng Sidecar, miễn là máy Mac và iPad kết nối với nhau đều sử dụng loạt SoC Apple Silicon.

### Spoken Content (Nội dung được đọc)
Cũng giống như iOS 16, một số ngôn ngữ đã được hỗ trợ đã nhận được giọng nói bổ sung (bao gồm cả giọng nói "Novelty" dành cho tiếng Anh), đồng thời các sự hỗ trợ và giọng nói đã được thêm cho các ngôn ngữ sau:
- Tiếng Bengal
- Tiếng Basque
- Tiếng Bhojpuri
- Tiếng Bungari
- Tiếng Catalan
- Tiếng Croatia
- Tiếng Galicia
- Tiếng Kannada
- Tiếng Mã Lai
- Tiếng Marathi
- Tiếng Ba Tư
- Tiếng Thượng Hải
- Tiếng Slovenia
- Tiếng Tamil
- Tiếng Telugu
- Tiếng Ukraina
- Tiếng Việt

### Tệp
Cho phép thay đổi phần mở rộng của tệp và hiển thị tất cả các phần mở rộng của tệp.

### Ảnh
- Hiện cần có Touch ID, Face ID hoặc mật mã để xem các album Bị ẩn và Đã xóa gần đây, trừ khi người dùng tắt tính năng này trong Cài đặt.
- Ảnh hiện có thể phát hiện ảnh hoặc video trùng lặp. Người dùng có thể chọn xóa các bản sao hoặc hợp nhất chúng để thiết bị giữ lại ảnh chất lượng cao hơn với dữ liệu liên quan từ (các) bản sao.

## Các thiết bị được hỗ trợ
iPadOS 16 được hỗ trợ iPad có chip A9, A9X hoặc mới hơn, không hỗ trợ iPad Air 2 và iPad Mini 4, cả hai đều có dùng chip A8 hoặc A8X. Đây cũng là lần thứ hai Apple ngừng hỗ trợ cho iPad 64 bit cũ hơn. Các thiết bị được hỗ trợ như sau.
- iPad (thế hệ thứ 5)
- iPad (thế hệ thứ 6)
- iPad (thế hệ thứ 7)
- iPad (thế hệ thứ 8)
- iPad (thế hệ thứ 9)
- iPad (thế hệ thứ 10)
- iPad Air (thế hệ thứ 3)
- iPad Air (thế hệ thứ 4)
- iPad Air (thế hệ thứ 5)
- iPad Mini (thế hệ thứ 5)
- iPad Mini (thế hệ thứ 6)
- iPad Pro 9.7-inch
- iPad Pro 12.9-inch (thế hệ thứ 1)
- iPad Pro 10.5-inch
- iPad Pro 12.9-inch (thế hệ thứ 2)
- iPad Pro 11-inch (thế hệ thứ 1)
- iPad Pro 12.9-inch (thế hệ thứ 3)
- iPad Pro 11-inch (thế hệ thứ 2)
- iPad Pro 12.9-inch (thế hệ thứ 4)
- iPad Pro 11-inch (thế hệ thứ 3)
- iPad Pro 12.9-inch (thế hệ thứ 5)
- iPad Pro 11-inch (thế hệ thứ 4)
- iPad Pro 12.9-inch (thế hệ thứ 6)

Do iPadOS 16 ngừng hỗ trợ iPad Air 2 nên iPad (thế hệ thứ 5) là thiết bị duy nhất được hỗ trợ mã không tương thích với Apple Pencil. Bên cạnh việc ngừng hỗ trợ iPad Mini 4, iPad Mini (thế hệ thứ 5) là thiết bị duy nhất được hỗ trợ với màn hình 7,9 inch độc quyền.

## Lịch sử phát hành
Bản beta đầu tiên dành cho nhà phát triển của iPadOS 16 được phát hành vào ngày 6 tháng 6 năm 2022. Bản phát hành công khai đầu tiên, iPadOS 16.1, được phát hành chính thức vào ngày 24 tháng 10 năm 2022.
|  | Bản phát hành trước đó |  | Bản phát hành hiện tại |  | Phiên bản beta hiện tại |  | Bản cập nhật bảo mật |

| Phiên bản  | Ngày phát hành       |
| ---------- | -------------------- |
| 16.1       | 24 tháng 10 năm 2022 |
| 16.1.1     | 9 tháng 11 năm 2022  |
| 16.2       | 13 tháng 12 năm 2022 |
| 16.3       | 23 tháng 1 năm 2023  |
| 16.3.1     | 13 tháng 2 năm 2023  |
| 16.4       | 27 tháng 3 năm 2023  |
| 16.4.1     | 7 tháng 4 năm 2023   |
| 16.4.1 (a) | 1 tháng 5 năm 2023   |
| 16.5       | 18 tháng 5 năm 2023  |
| 16.5.1     | 21 tháng 6 năm 2023  |
| 16.5.1 (a) | 10 tháng 7 năm 2023  |
| 16.5.1 (c) | 12 tháng 7 năm 2023  |
| 16.6       | 24 tháng 7 năm 2023  |
| 16.6.1     | 7 tháng 9 năm 2023   |
| 16.7       | 21 tháng 9 năm 2023  |
| 16.7.1     | 10 tháng 10 năm 2023 |
| 16.7.2     | 25 tháng 10 năm 2023 |
| 16.7.3     | 11 tháng 12 năm 2023 |
| 16.7.4     | 19 tháng 12 năm 2023 |
| 16.7.5     | 22 tháng 1 năm 2024  |
| 16.7.6     | 5 tháng 3 năm 2024   |
| 16.7.7     | 21 tháng 3 năm 2024  |
| 16.7.8     | 13 tháng 5 năm 2024  |
| 16.7.9     | 29 tháng 7 năm 2024  |
| 16.7.10    | 7 tháng 8 năm 2024   |

Xem ghi chú phát hành và nội dung cập nhật bảo mật chính thức của Apple.
1. 1 2 3 4 5 6 7 8  Chỉ khả dụng đối với thiết bị không được iPadOS 17 hỗ trợ: iPad (thế hệ thứ 5), iPad Pro (12.9-inch, thế hệ thứ 1) và iPad Pro (9.7-inch)